# Musée historique de la ville de Tottori
Le musée historique de la ville de Tottori (鳥取市歴史博物館, Tottori-shi Rekishi Hakubutsukan) ouvert à Tottori, au Japon, en 2000 est consacré à l'histoire de la ville,